# خط عرض 25° جنوب
خط عرض 25° جنوب هي إحدى دوائر العرض الجغرافية، وهي دوائر وهمية تحيط بالكرة الأرضية، وموازية لخط الاستواء، وتتميز هذه الدائرة بأن الأراضي الواقعة عليها تنتمي للمنطقة المدارية الحارة.

## حول العالم
خط عرض 25° جنوب يبدأ من خط الزوال الأولي ويتجه شرقا ويمر عبر:
| الإحداثيات                           | البلد أو الإقليم أو البحر | ملاحظات                                                                         |
| ------------------------------------ | ------------------------- | ------------------------------------------------------------------------------- |
| 25°0′S 0°0′E / 25.000°S 0.000°E      | المحيط الأطلسي            |                                                                                 |
| 25°0′S 14°50′E / 25.000°S 14.833°E   | ناميبيا                   |                                                                                 |
| 25°0′S 20°0′E / 25.000°S 20.000°E    | جنوب إفريقيا              | كيب الشمالية                                                                    |
| 25°0′S 20°20′E / 25.000°S 20.333°E   | بوتسوانا                  |                                                                                 |
| 25°0′S 25°50′E / 25.000°S 25.833°E   | جنوب إفريقيا              | الشمالية الغربية ليمبوبو North West Limpopo مبومالانجا Limpopo Mpumalanga       |
| 25°0′S 32°2′E / 25.000°S 32.033°E    | موزمبيق                   |                                                                                 |
| 25°0′S 34°4′E / 25.000°S 34.067°E    | المحيط الهندي             | قناة موزمبيق                                                                    |
| 25°0′S 44°2′E / 25.000°S 44.033°E    | مدغشقر                    |                                                                                 |
| 25°0′S 47°0′E / 25.000°S 47.000°E    | المحيط الهندي             |                                                                                 |
| 25°0′S 113°7′E / 25.000°S 113.117°E  | أستراليا                  | أستراليا الغربية - Dorre Island                                                 |
| 25°0′S 113°7′E / 25.000°S 113.117°E  | المحيط الهندي             | Geographe Channel                                                               |
| 25°0′S 113°39′E / 25.000°S 113.650°E | أستراليا                  | أستراليا الغربية إقليم شمالي (أستراليا) كوينزلاند                               |
| 25°0′S 152°30′E / 25.000°S 152.500°E | بحر المرجان               |                                                                                 |
| 25°0′S 153°13′E / 25.000°S 153.217°E | أستراليا                  | كوينزلاند - جزيرة فريرز                                                         |
| 25°0′S 153°21′E / 25.000°S 153.350°E | بحر المرجان               |                                                                                 |
| 25°0′S 164°55′E / 25.000°S 164.917°E | المحيط الهادئ             | مرورا بشمال جزر بيتكيرن                                                         |
| 25°0′S 70°28′W / 25.000°S 70.467°W   | تشيلي                     |                                                                                 |
| 25°0′S 68°24′W / 25.000°S 68.400°W   | الأرجنتين                 |                                                                                 |
| 25°0′S 58°8′W / 25.000°S 58.133°W    | باراغواي                  |                                                                                 |
| 25°0′S 54°27′W / 25.000°S 54.450°W   | البرازيل                  | بارانا (ولاية) ساو باولو (ولاية) - لحوالي 20 km Paraná - لحوالي 15 km São Paulo |
| 25°0′S 47°52′W / 25.000°S 47.867°W   | المحيط الأطلسي            |                                                                                 |